# Carovigno
Carovigno är en ort och kommun i provinsen Brindisi i regionen Apulien i Italien. Kommunen hade 17 120 invånare (2017).